# 大久野島のうさぎ

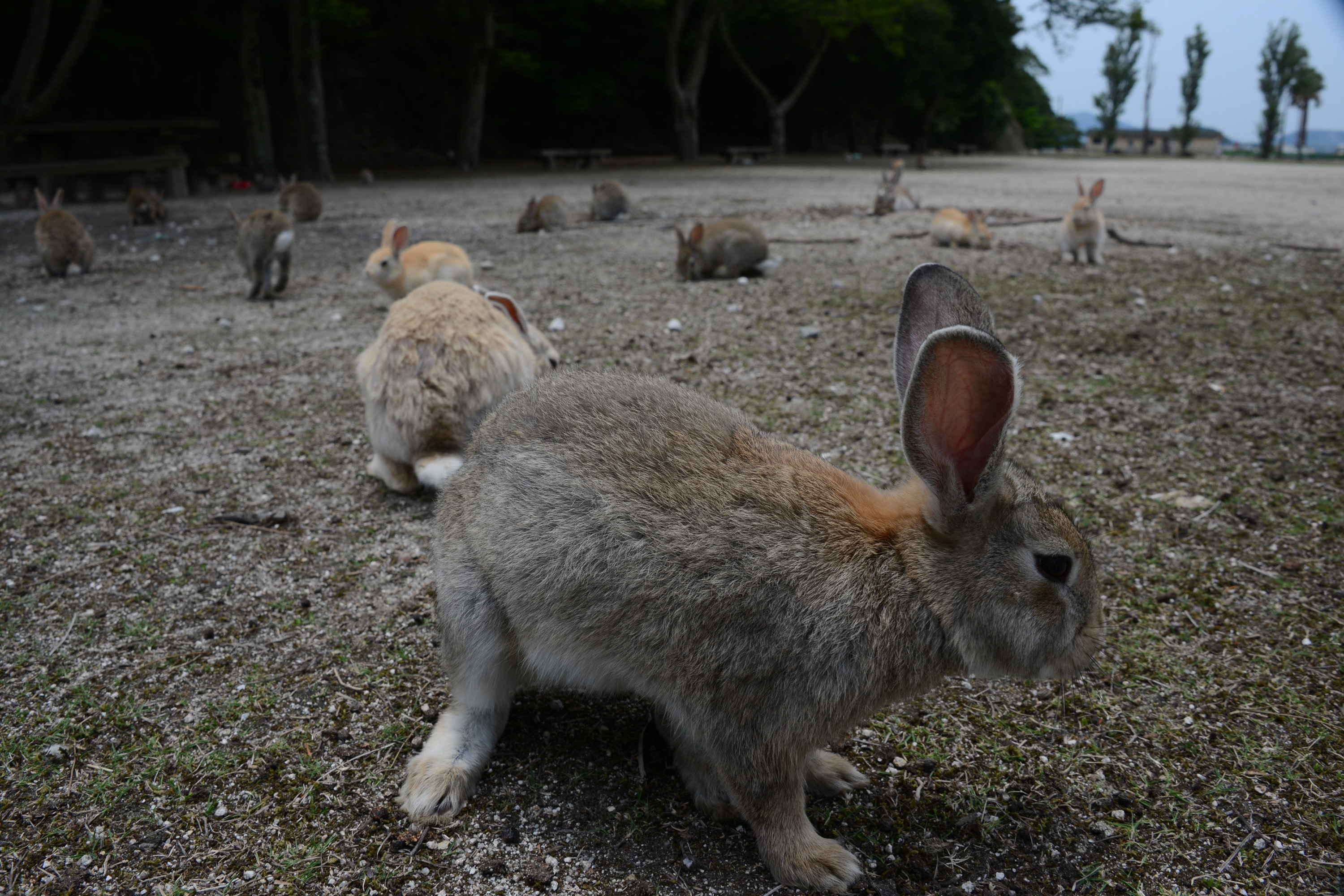

大久野島のうさぎ（おおくのじまのうさぎ）は、広島県竹原市の大久野島に生息するうさぎ。

## 沿革

### 起源
ほぼ大久野島で毒ガス作業に従事した毒ガス資料館初代館長である村上初一の証言による。
戦前起源説

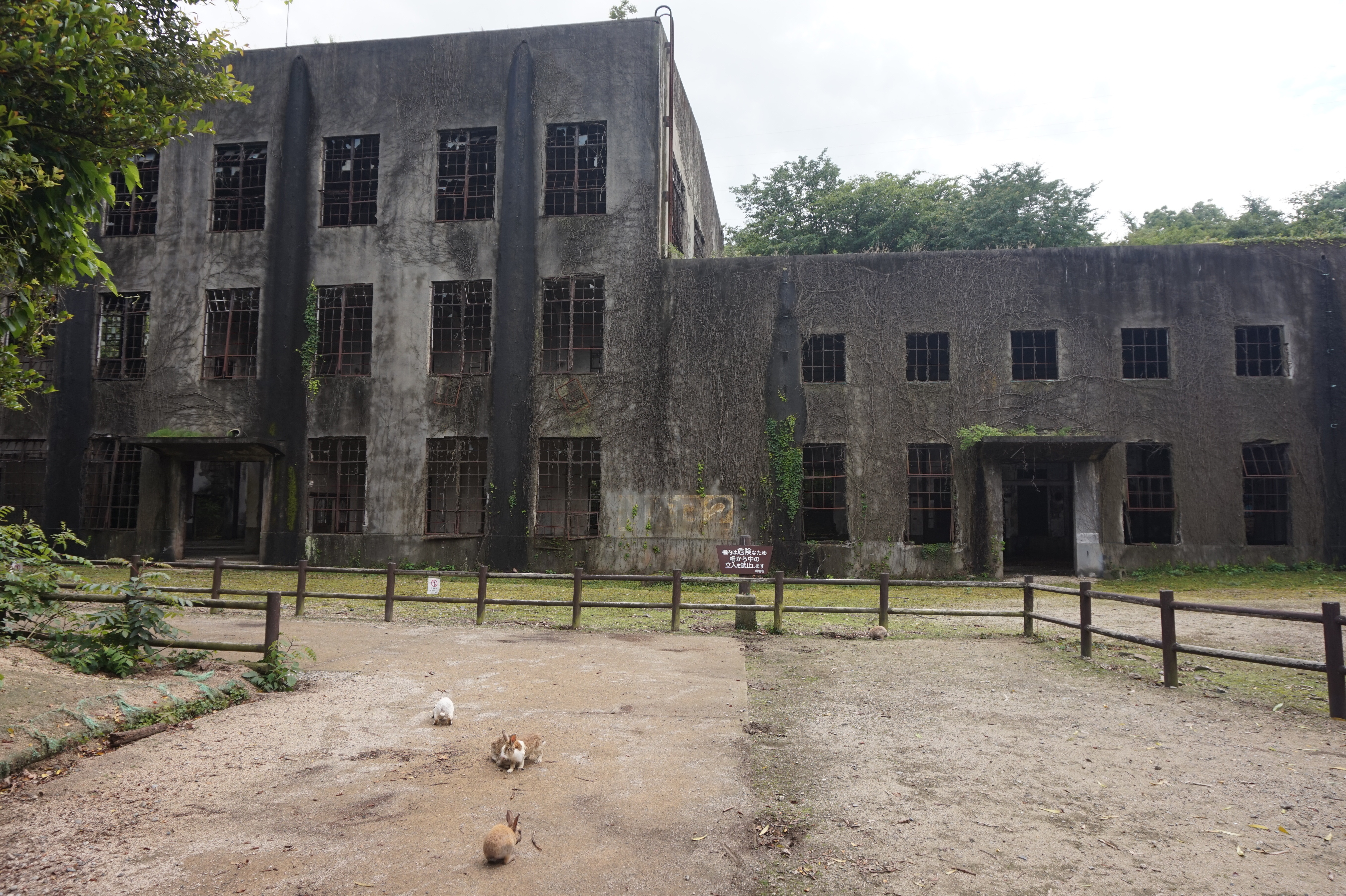
発電所跡

戦前および戦中、島ではウサギが飼われていた。大久野島では昭和初期から旧陸軍による毒ガス製造が行われており、びらん剤や血液剤などの毒性・耐性・暴露実験にウサギが用いられていた。
野生化したウサギもいたとされるが、村上は戦争中一度も見たことないと証言している。他の工員の証言によると当時「ウサギ鍋にするか」とよく話していたという。これらの戦前戦中のウサギは戦後の毒ガス関連施設処理の際に全羽殺処分されたため、当時のウサギの子孫はいない。
定説
村上によると、大久野島のほぼ全域が国民休暇村になった際に島のマスコット的な存在として動物を入れようという話になり、サルやシカなど検討された中でウサギに決まったという。そして1971年地元のある小学校で飼われていた8羽が放されて、それが野生化し繁殖した。その後も島内への投棄が繰り返されたことにより個体が増えていった。

### ブーム
2011年干支が卯だった年に日本のメディアやCNN Travelが紹介したこと、更に同年に日本の旅行会社が国内外向けにウサギをテーマとした旅行プランを企画したこと、そして2013年・2014年頃に海外のニュースサイトが動画付きで紹介したり、島を訪れた外国人が動画サイトに投稿したりしたことで、国際的にも「ウサギの島」としての知名度が一気に知れ渡った。
年間来島客は2010年度で約152,000人だったが2014年に約186,000人、外国人に至っては2013年で378人、2014年5,564人、2015年17,215人と大幅に増えている。2017年は約36万人に達した。
2018年に行われた来島客を対象としたアンケートでは、回答者の93%がウサギとのふれあいを目的に来島している、という結果が出ている。

## 種
すべて外来種カイウサギ（家畜化したアナウサギ（Oryctolagus cuniculus））が野生化したものになる。なおカイウサギ（アナウサギ）は国際自然保護連合により世界の侵略的外来種ワースト100に指定、日本では外来生物法で重点対策外来種に指定されている。その一方でカイウサギは世界中から関心と愛着を持たれる種である。以下、一般的なカイウサギの生態を示す。
- 繁殖力が高く、年に3から5回、1産で1から9羽の仔を産む[4]。1羽のメスで年間20から25羽産む[12]。
- 死亡率は1歳までに90%以上[12]。成獣の生態的寿命は2歳まで、6歳を超えない[12]。
- 草食性[4]。
- 繁殖のため地下に掘った穴や地表の巣で生活する[4]。
- 行動圏は0.2haから10ha[12]。縄張りを持ちコロニーを形成する[4]。1日中活動するが夜間のほうが活発的[12]。大久野島では夏の暑い時間帯はほぼ活動しないという[13]。

繁殖力の高さに加えて、大久野島は瀬戸内海式気候に属し温暖な気候のため、そして捕食者はカラスぐらいしかいないため、繁殖につながった。山田文雄によると、2019年時点での日本国内の島嶼において11島で野生化カイウサギが確認されている。うち10島が無人島であり唯一大久野島のみ観光できる島である。なお大久野島はほぼ全域が環境省所有地であり、瀬戸内海国立公園内の国立公園第2種特別地域に指定されている。ただ島内のウサギは管理体制が確立していないまま野放しにされている状況である。つまり、国立公園内の国有地の島でありながら外来種カイウサギが無秩序に繁殖している、ということになる。
個体数は、1971年放獣後増え続けたが、餌となった植物を食べ尽くしたことに加えて給餌が少なかったため2000年代には300羽あたりで停滞していたと推定される（1990年代には600羽いたという証言がある）。その後観光客増に伴う給餌の増加によって頭数が増え、2003年から2013年の間でほぼ2倍に増加、今後も調整しなければ増えるもとと考えられている。
2018年時点では推定個体数は、920羽以上（大久野島ビジターセンター調べ）。島の面積が約70ha（700,000m2）であるため、2018年密度は13.1羽/ha。人による給餌が繁殖に影響していることから、全島に均等に分布しているわけではなく人が立ち入りやすいところに多くいた。
2021年、環境省目視調査では400匹程度だが、新型コロナ流行に伴い、島への観光客の減少で餌が少なくなり山間部にうさぎが移動したので目視数が減ったと考えられている。

## 観光
注意点
大久野島ビジターセンター、休暇村、忠海港待合所、などではマナーを守るよう呼びかけている。
大久野島では2020年時点で餌やりは禁止されていない。餌（野菜）は忠海港待合所や忠海のスーパー・コンビニで購入できるが、島内では販売していない。
無許可での島外への持ち出しは鳥獣保護法違反、島内への持ち込みは動物愛護法違反になる。
付帯施設
休暇村や地元竹原市では重要な観光資源として位置づけており、様々なサービスを提供している。島内の休暇村内にUSANCHUカフェがあり「うさぎのはなくソフトクリーム」を販売している。また大久野島は愛媛県大三島の盛漁港からも渡航できるが、海外客を中心にしまなみ海道サイクリングロードから行けるか問い合わせも多いという。

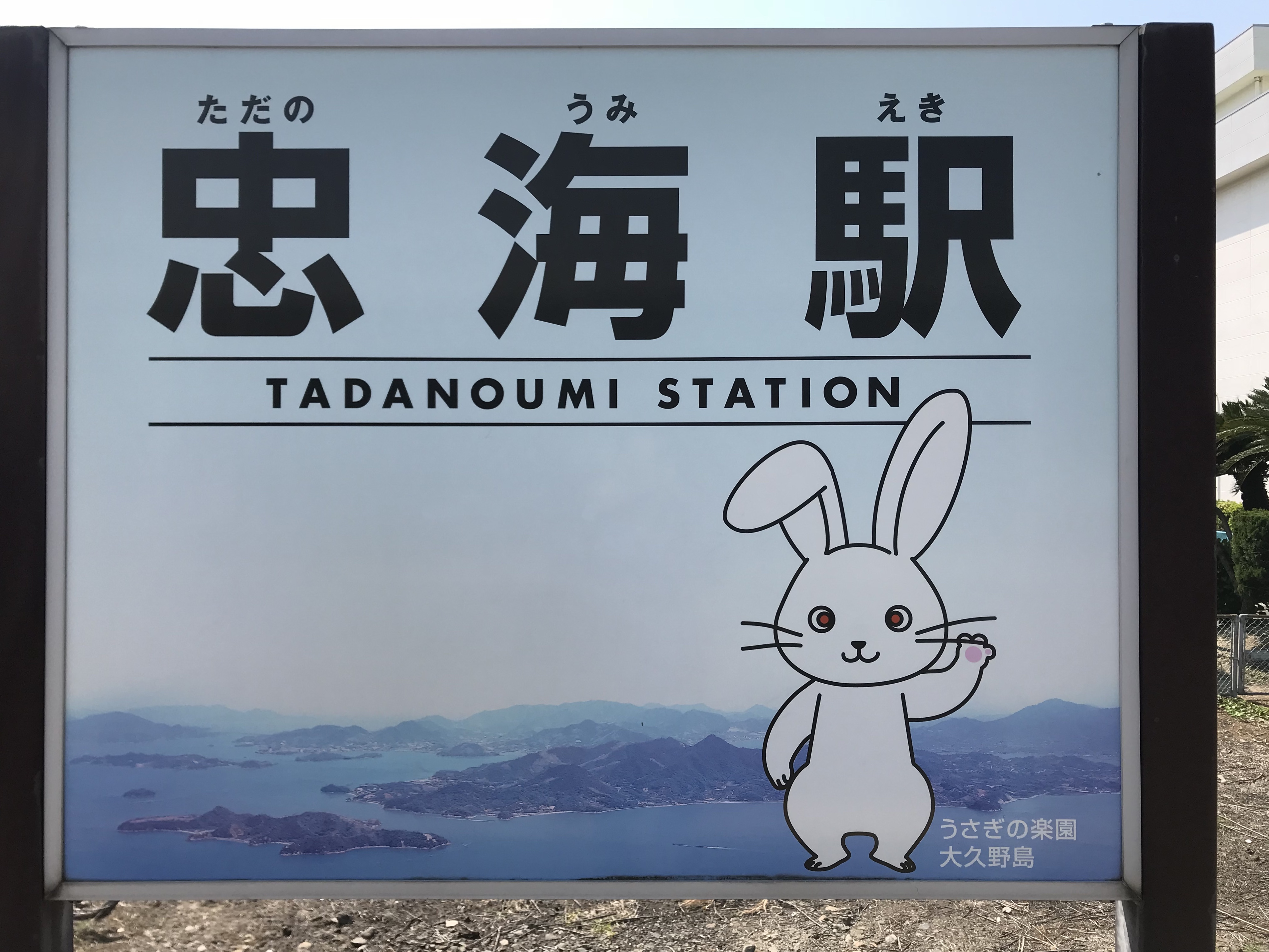
忠海駅
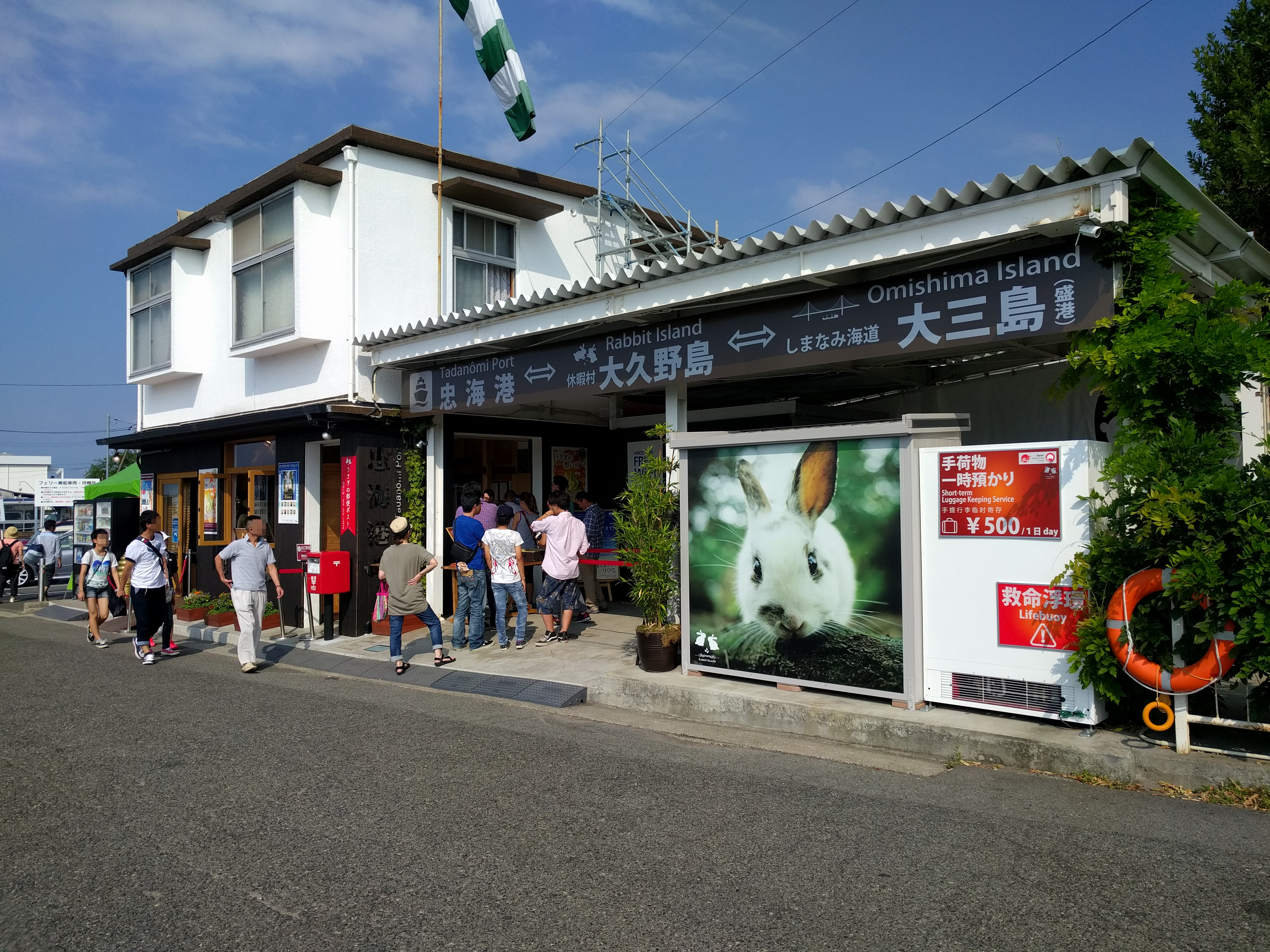
忠海港
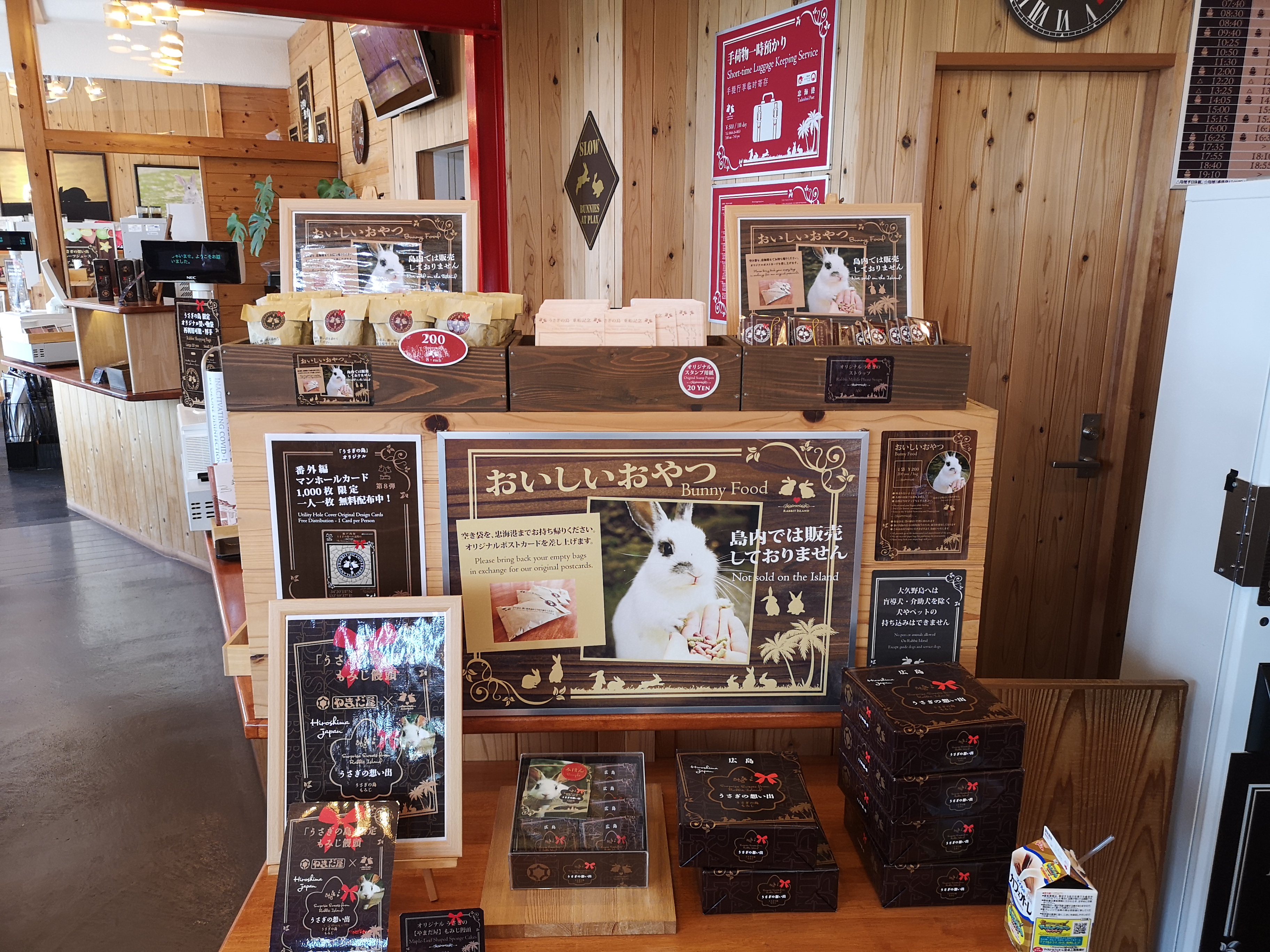
忠海港のフェリー乗船チケット販売所